# Nötning

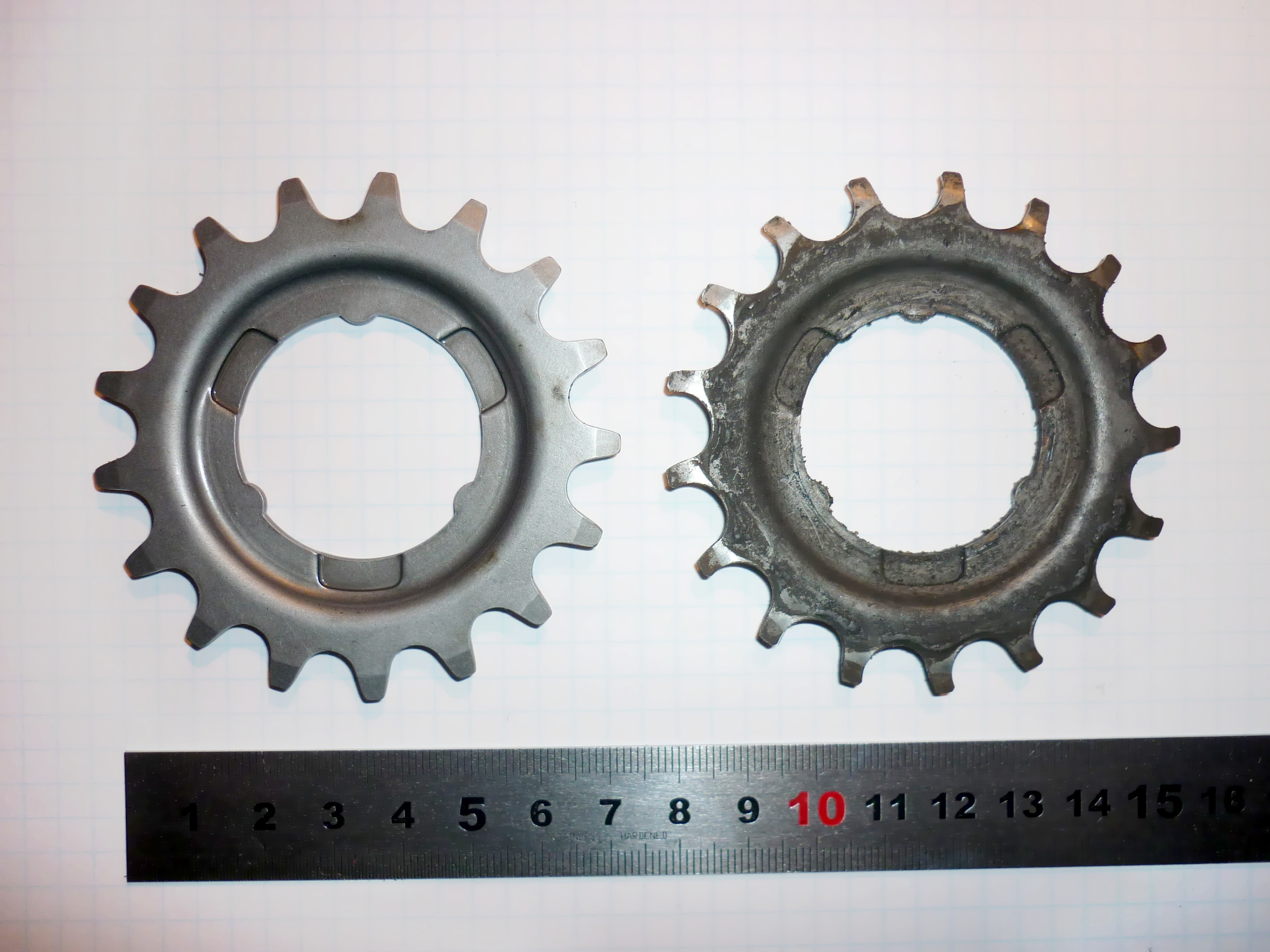
Bakre (drivna) cykeldrev. Nytt, vänster, visar inget slitage. Höger, begagnat, uppvisar tydligt slitage från medurskörning.

Nötning (slitage) är skada, gradvis borttagning eller deformation av material på fasta ytor. Orsaker till slitage kan vara mekaniska (till exempel erosion) eller kemiska (till exempel korrosion). Studiet av slitage och relaterade processer kallas tribologi. 
Nötning av maskinelement, tillsammans med andra processer som utmattning och krypning, gör att funktionella ytor försämras, vilket så småningom leder till materialfel eller funktionsförlust. Således har nötning stor ekonomisk relevans som först beskrevs i Jost-rapporten. Enbart nötning har beräknats kosta 1–4 procent av industriländernas bruttonationalprodukt.
Förslitning av metaller uppstår genom plastisk förskjutning av yt- och ytnära material och genom att partiklar som bildar slitageskräp lossnar. Partikelstorleken kan variera från millimeter till nanometer. Denna process kan ske genom kontakt med andra metaller, icke-metalliska fasta ämnen, strömmande vätskor, fasta partiklar eller vätskedroppar inneslutna i strömmande gaser.
Slitagehastigheten påverkas av faktorer som typ av belastning (till exempel slag, statisk, dynamisk), typ av rörelse (till exempel glidning, rullning), temperatur och smörjning, särskilt av processen för avsättning och utslitning av gränssmörjskikt. Beroende på tribosystemet kan olika slitagetyper och slitagemekanismer observeras.

## Nötningstyper och mekanismer
Abrasiv nötning (av latinska abrado, "skrapa av") sker mellan två ytor av fasta material som glider mot varandra och betyder att aspiriteter (väldigt små upphöjningar) i den ena ytan gräver ner sig i den andra och drar loss delar därifrån. Det kan närmast beskrivas som att de slipar mot varandra.

### Vidhäftande slitage

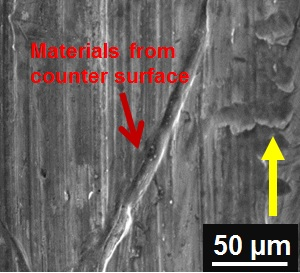
SEM-mikrofotografi av adhesiv nötning (överförda material) på 52100 stålprov som glider mot Al-legering. (Gul pil indikerar glidriktning)

Adhesiv nötning (av latinska adhaesio, "vidhäfta", "fasthängande") betyder huvudsakligen att atomära eller molekylära krafter i den ena ytan efter en tid rycker bort delar ur den andra ytan.
Två typer av adhesivt slitage kan särskiljas:
1.  Adhesivt slitage orsakas av relativ rörelse, "direktkontakt" och plastisk deformation som skapar slitageskräp och materialöverföring från en yta till en annan.
2. Kohesivt slitage, håller samman två ytor trots att de är åtskilda på ett mätbart avstånd, med eller utan någon egentlig överföring av material.
I allmänhet uppstår adhesiv nötning när två kroppar glider över eller pressas in i varandra, vilket främjar materialöverföring. Detta kan beskrivas som plastisk deformation av mycket små fragment i ytskikten. De ojämnheter eller mikroskopiska höjdpunkter (ytråhet) som finns på varje yta påverkar svårighetsgraden av hur fragment av oxider dras av och läggs till den andra ytan, delvis på grund av starka vidhäftningskrafter mellan atomer, men också på grund av ackumulering av energi i den plastiska zonen mellan ojämnheterna under relativ rörelse.
Typen av mekanism och amplituden av ytattraktion varierar mellan olika material men förstärks av en ökning av densiteten av "ytenergi". De flesta fasta ämnen kommer i viss utsträckning att vidhäfta vid kontakt. Oxidationsfilmer, smörjmedel och naturligt förekommande föroreningar undertrycker dock i allmänhet vidhäftning, och spontana exoterma kemiska reaktioner mellan ytor ger i allmänhet ett ämne med låg energistatus i den absorberade arten.
Adhesiv nötning kan leda till ökad grovhet och skapandet av utsprång (det vill säga klumpar) ovanför den ursprungliga ytan. Inom industriell tillverkning kallas detta galling, som så småningom bryter sönder det oxiderade ytskiktet och ansluter till det underliggande bulkmaterialet, vilket ökar möjligheten till en starkare vidhäftning och plastiskt flöde kring klumpen.
En enkel modell för slitagevolymen för adhesivt slitage, {\displaystyle V}, kan beskrivas av:
{\displaystyle V=K{\frac {WL}{H_{v}}}}
där {\displaystyle W} är lasten, {\displaystyle K} är slitagekoefficienten, {\displaystyle L} är glidavståndet och {\displaystyle H_{v}} är hårdheten.

### Abrasiv nötning

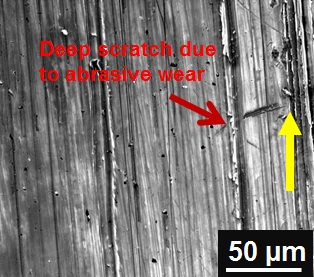
Djup "spår"-liknande yta anger nötande slitage på gjutjärn (gul pil anger glidriktning)

Abrasiv nötning uppstår när en hård grov yta glider över en mjukare yta. ASTM International definierar det som förlust av material på grund av hårda partiklar eller hårda utsprång som tvingas mot och rör sig längs en fast yta.
Abrasiv nötning kan mätas som massaförlust med Taber Abrasion Test enligt ISO 9352 eller ASTM D 4060.
Slitvolymen för enkelabrasivt slitage, {\displaystyle V}, kan beskrivas av:
{\displaystyle V=\alpha \beta {\frac {WL}{H_{v}}}=K{\frac {WL}{H_{v}}}}
där{\displaystyle W} är lasten, {\displaystyle \alpha } är formfaktorn för en ojämnhet (vanligtvis ca 0,1) , {\displaystyle \beta } är graden av slitage vid en ojämnhet (vanligtvis 0,1 till 1,0), {\displaystyle K} är slitagekoefficienten, {\displaystyle L} är glidavståndet och {\displaystyle H_{v}} är hårdheten.

### Ytutmattning
Ytutmattning är en process där ytan på ett material försvagas av cyklisk belastning, vilket är en typ av allmän materialutmattning. Utmattningsnötning uppstår när slitagepartiklarna lösgörs genom cyklisk spricktillväxt av mikrosprickor på ytan. Dessa mikrosprickor är antingen ytliga sprickor eller sprickor under ytan.

### Erosiv nötning
Erosiv nötning kan definieras som en extremt kort glidrörelse och utförs inom ett kort tidsintervall. Erosivt slitage orsakas av inverkan av partiklar av fast eller vätska mot ytan på ett föremål. De stötande partiklarna avlägsnar gradvis material från ytan genom upprepade deformationer och skärande åtgärder. Det är en allmänt förekommande mekanism inom industrin. På grund av transportprocessens natur är rörsystem benägna att slitas när slipande partiklar måste transporteras.
För en given partikelmorfologi, erosionshastigheten, {\displaystyle E}, kan ansättas ett kraftlagsberoende på hastighet:
{\displaystyle E=kv^{n}}
där {\displaystyle k} iär en konstant, {\displaystyle v} är hastighet och {\displaystyle n} är hastighetsexponent. {\displaystyle n}är typiskt mellan 2 - 2,5 för metaller och 2,5 - 3 för keramik.

### Korrosions- och oxidationsslitage
Korrosions- och oxidationsslitage förekommer både i smorda och torra kontakter. Den grundläggande orsaken är kemiska reaktioner mellan det slitna materialet och det korroderande mediet. Slitage orsakat av en synergistisk verkan av tribologiska påfrestningar och korrosion kallas också tribokorrosion. 

### Andra typer av nötning

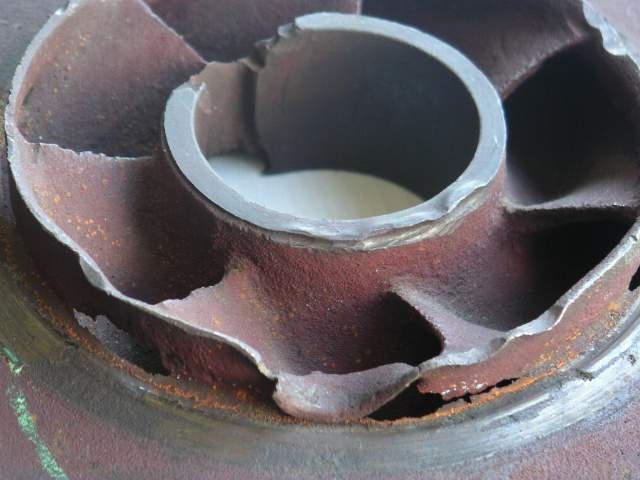
En impeller som har skadats på grund av kavitation.

Andra, mindre vanliga typer av slitage är kavitation och diffusivt slitage.